# Žena

Symbol označující ženu

Žena je dospělý člověk samičího pohlaví. Slovo žena se používá pro označení pohlaví člověka nebo sociální role. Člověk opačného, tzn. samčího pohlaví je muž. Žena, která porodila dítě, je matka. Dítě samičího pohlaví je dívka, i když tento termín se užívá i pro mladé ženy.
Symbol pro planetu Venuše se zároveň také používá v biologii pro označení samičího a tedy i ženského pohlaví. Je to stylizované znázornění zrcátka bohyně Venuše — kolečko s malým křížem (Unicode: ♀). Symbol reprezentuje také ženskost a ve středověké alchymii označoval také měď. Alchymisté vytvořili tento symbol z kolečka představujícího duši nad křížem znázorňujícím hmotu.

## Kultura a role ve společnosti

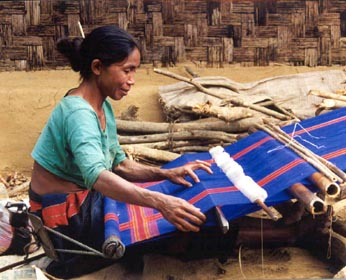
Bangladéšská žena tká.

V pravěku měli muži a ženy rozdílnou roli ve společnosti. V lovecko-sběračských společnostech ženy měly téměř výhradně na starosti sbírání rostlinné potravy, kdežto muži lovili pro maso. Protože ženy tedy musely mít velmi dobré znalosti života rostlin, většina antropologů si myslí, že to byly ženy, které vedly neolitickou revoluci a staly se tak prvními průkopníky zemědělství.[zdroj?]
Během starověku a středověku se ženy staly většinou podřízenými ve vztahu k mužům a vykonávaly především práce spojené s udržováním domu a výchovou dětí. Výdělek zajišťoval především muž.
Během 20. století většina zemí umožnila volební právo žen a změněné ekonomické podmínky v nich umožnily a podporovaly nezávislost žen. Ačkoli většina žen se stále stará o děti a domácnost, jejich role už není tak vyhraněná.
V severských zemích ženy nikdy podřízené postavení vůči muži neměly. Staraly se o domácnost, což je důležitá úloha, a požívaly velkého uznání. Dodnes je ve Skandinávii velmi silná emancipace žen. Např. ve Švédsku v mnohých rodinách zůstává doma muž, stará se o děti a vaří, zatímco manželka se věnuje kariéře a vydělává peníze.[zdroj?]

## Biologie a pohlaví
Z pohledu biologie ženské pohlavní orgány zahrnují rozmnožovací systém, kdežto druhotné pohlavní znaky se vyvinuly jen pro přilákání partnera nebo výživu a výchovu dětí. Většina žen má ve 46. chromozomálním páru dva chromozomy X (karyotyp 46,XX), ale zhruba každá tisící má tři (47,XXX ) a jedna z 2 500 jen jeden (45,X).
Jen biologické faktory samotné neurčují, zda osoby jsou považovány, nebo se samy považují za ženy. Některé ženy mohou mít abnormální hormonální a chromozomální odlišnosti a jsou také ženy, které mohou být alespoň během prvního období jejich života bez typických ženských fyziologických znaků (srov. transsexualita a pohlavní identita).
Ačkoli se rodí méně žen než mužů (poměr je přibližně 1:1,05), žen je v dospělé populaci více (zhruba v poměru 1,04:1). Ženy mají menší úmrtnost, i v děloze, a žijí v průměru o pět let déle. 
Dle analýzy ČSÚ z roku 2014 je očekávané dožití žen narozených v ČR v roce 2011 o šest let delší (80,7 let) oproti můžům narozeným ve stejném roce (74,7 let). Z toho u žen je očekávaný věk prožitý ve zdraví 63,6 roků, u mužů 62,2 roků. Rozdíl části života prožité ve zdraví je tedy menší, než rozdíl celkové očekávané délky života.
Kromě toho, že muži všeobecně vykonávají během života mnohem těžší a rizikovější fyzickou práci než ženy (což má prokazatelně také velký vliv na vyšší úmrtnost mužů) to způsobuje i kombinace několika dalších faktorů:
- genetické — ženy mají dva stejné pohlavní chromozomy a proto je genetická výbava na nich odolnější
- sociologické — ve většině zemí se například od ženy neočekává služba v armádě
- zdravotní — ženy páchají méně sebevražd a méně kouří a pijí alkohol
- fyziologické — ženský pohlavní hormon estrogen chrání ženy proti onemocněním srdce a oběhového systému; nízká hladina androgenu u žen je též výhodou

V celé světové populaci z biologických důvodů připadá poměr pohlaví 101,3 muže na každou stovku žen. V Česku (stejně jako ve většině Evropy) je počet mužů menší než počet žen; v nižších věkových kategoriích však počet mužů převažuje.
Již po první menstruaci je většina žen schopna otěhotnět a porodit dítě. Věda a odvětví lékařství, které se zabývá ženskými pohlavními orgány, se nazývá gynekologie. Menopauzy obvykle ženy dosáhnou kolem padesátého roku života, kdy již nemohou otěhotnět, jejich vaječníky přestanou produkovat estrogen. Přechod mezi plodným obdobím a menopauzou se nazývá klimakterium. 
Obecně ženy trápí tytéž nemoci jako muže, i když se vyskytuje několik nemocí, kterými trpí více nebo výhradně ženy a naopak (vlivem odlišné anatomie a fyziologie).

## Galerie: žena v umění

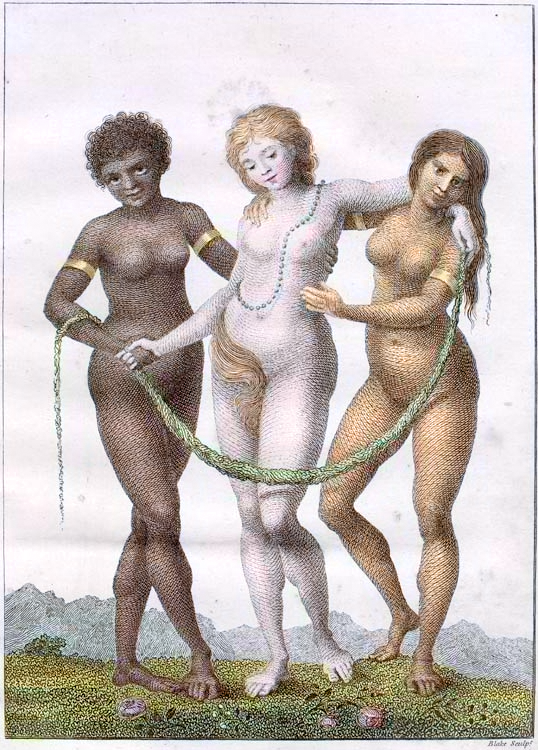
Ženy různých ras v alegorii Williama Blakea Evropa podporovaná Afrikou a Amerikou
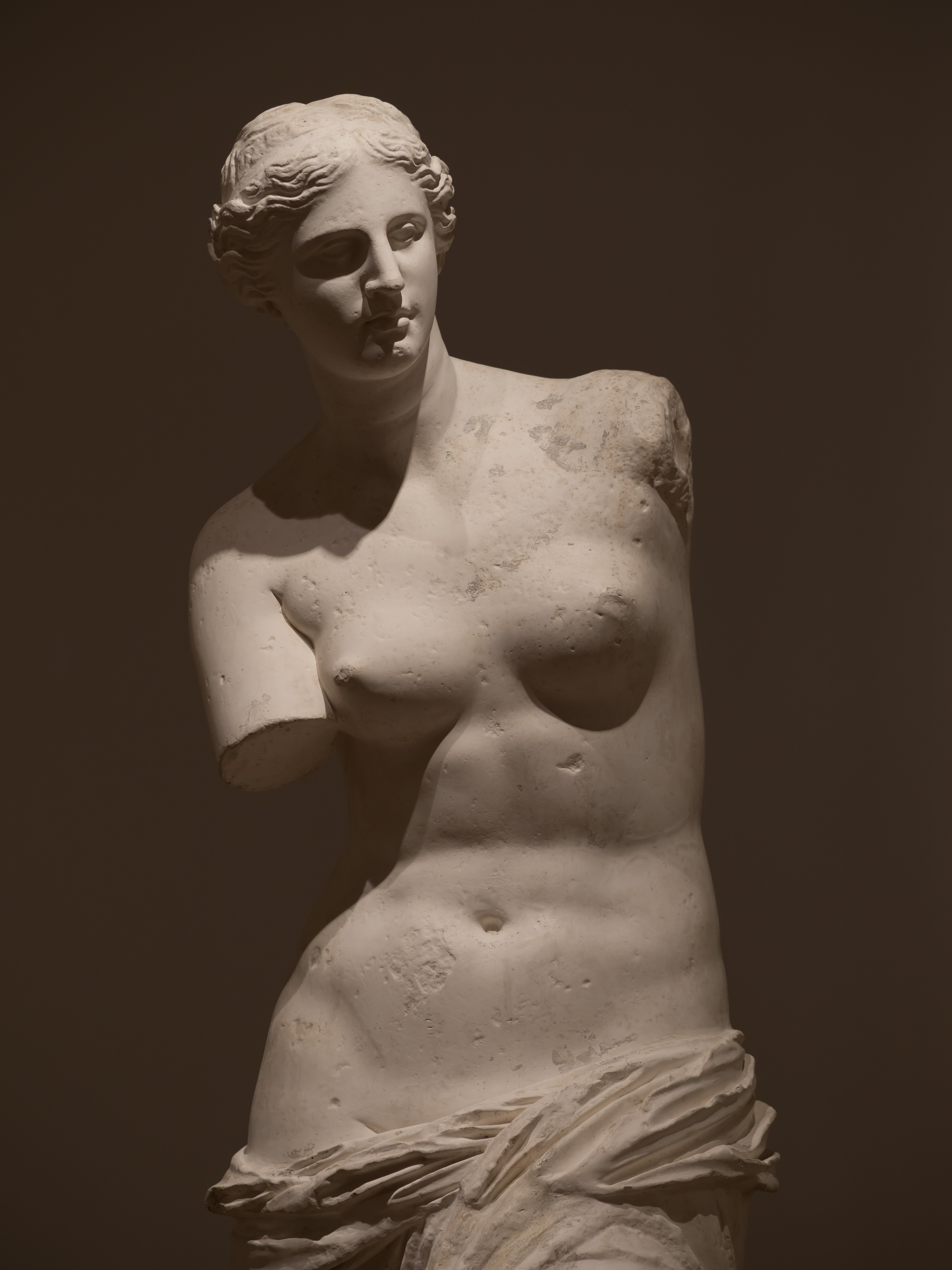
Venuše Mélská
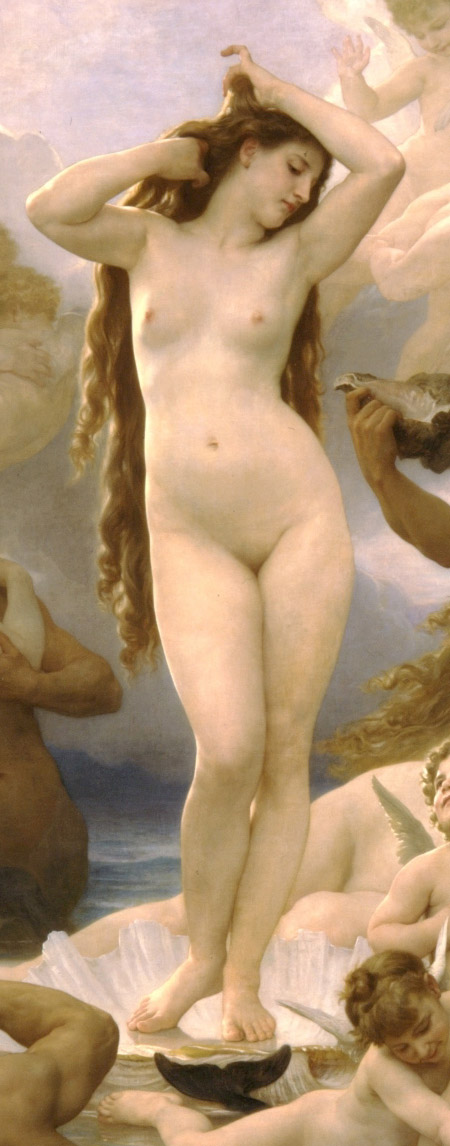
Detail z Bouguereauova Zrození Venuše